# Península de Kii

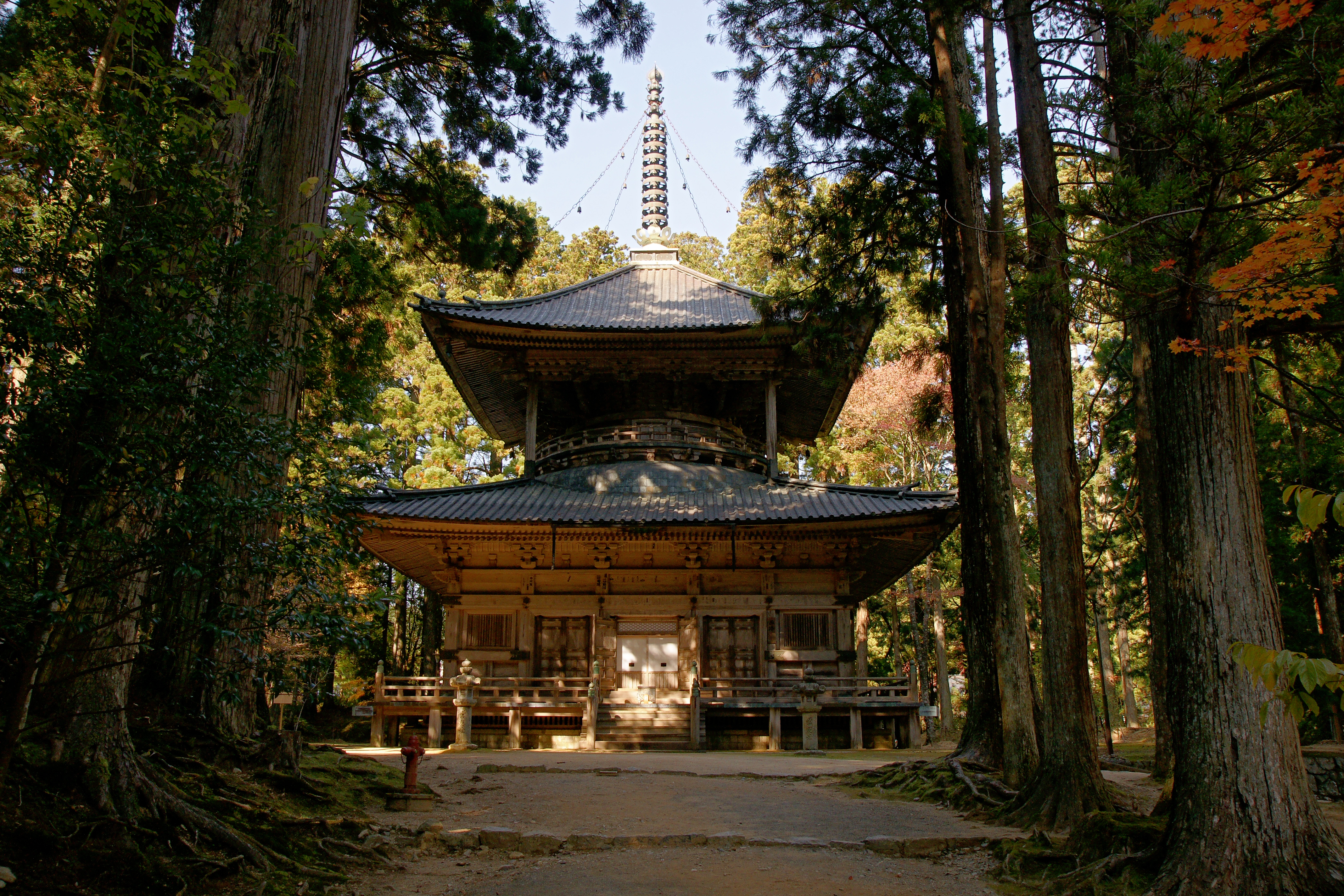
Templo budista de Kongobu-ji, Monte Koya

La península de Kii (紀伊半島 Kii Hantō?) es la península más grande de la isla de Honshū, en Japón. Los «Sitios sagrados y rutas de peregrinación de los Montes Kii», declarados Patrimonio de la Humanidad por la Unesco en el año 2004 (ref. 1142), están en la península y protegen un área protegida de 495,3 ha y un área de respeto de 1.137 ha.

## Situación
La mayor parte de la península de Kii se encuentra en la prefectura de Wakayama, incluye toda la parte meridional. Al noroeste de la prefectura de Wakayama está la prefectura de Osaka, cuya parte sur forma parte de la península. Al este de la prefectura de Osaka -sin acceso al mar- está la prefectura de Nara, y el extremo este lo ocupa la prefectura de Mie.
El mar Interior de Seto está al oeste de la península de Kii. Al sur está el océano Pacífico. La parte sur de la Línea Tectónica Central es llamada Nanki (南紀).

## Lugares de interés
- Nara, antigua capital de Japón.
- Monte Koya o Kōyasan, la sede de la secta budista Shingon.
- Wakayama, antigua casa del Kii (o Kishu), clan Tokugawa.
- Matsusaka, actualmente el centro del área donde se produce la famosa Wagyu; antiguamente centro del comercio de Ise.
- Ise, donde se encuentra el gran santuario de Ise, y centro de producción de perlas.
- Distrito de Yoshino, un área salvaje de montes cubiertos por profundos bosques, fue la sede de la corte imperial del sur durante la Era Nanbokuchō.
- Provincia de Kumano, donde destacan el santuario de Kumano y la cascada Nachi. Se la conoce también como distrito de Muro.
- Cabo Shiono, el lugar más meridional de Honshū.
- Taiji, Wakayama, donde nació la pesca tradicional de ballenas en Japón.

En 2004, la Unesco designó tres lugares de la península Kii como "Patrimonio de la Humanidad":
- El distrito de Yoshino y el monte Ōmine, que son áreas montañosas situadas al norte de la península.
- El santuario de Kumano, constituido por tres capillas y localizado en el extremo sur de la península.
- El monte Kōya, la montaña sagrada del oeste de la península.

## Comunicaciones
- Aeropuerto Nanki-Shirahama en Shirahama comunica la parte sur de la península de Kii.
- Línea Kisei, une por ferrocarril Wakayama con la prefectura de Mie, discurre a lo largo de la costa de la península.